# Bédouès
Bédouès [bedwɛs] est une ancienne commune française, située dans le département de la Lozère en région Occitanie, devenue, le 1er janvier 2016, une commune déléguée de la commune nouvelle de Bédouès-Cocurès.
Ses habitants sont appelés les Bédouesquins.

## Géographie

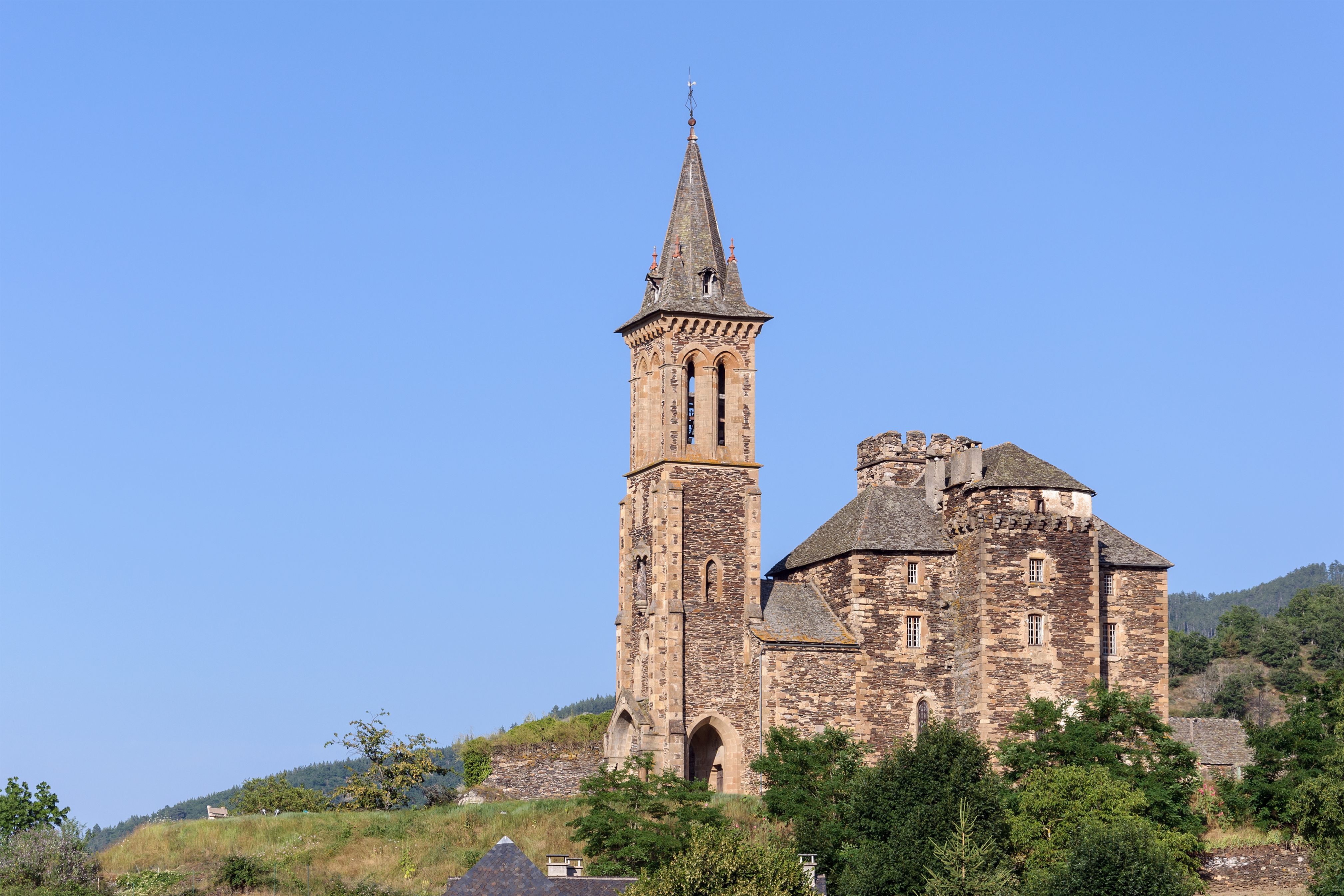
La collégiale de Bédouès.

La commune de Bédouès est située dans le sud de la Lozère.

### Communes limitrophes
| Les Bondons, Ispagnac  | Cocurès (Bédouès-Cocurès) | Les Bondons                        |
| Gorges du Tarn Causses | Bédouès                   | Pont de Montvert - Sud Mont Lozère |
|                        | Florac Trois Rivières     |                                    |

## Toponymie
Du gaulois betu ("bouleau").

## Héraldique
| Blason de Bédouès | Blason  | De gueules à une chèvre rampante d’or et un chef émanché d'or de quatre pièces ; chaussé fascé ondé d'argent et d'azur |
| Blason de Bédouès | Détails | Jean Claude Molinier, novembre 2011 Adoption par le conseil municipal en novembre 2011                                 |

## Politique et administration
| Période | Période  | Identité      | Étiquette | Qualité       |
| ------- | -------- | ------------- | --------- | ------------- |
| 2016    | En cours | Karine Pastre |           | Maire Délégué |

| Période    | Période    | Identité                                     | Étiquette | Qualité |
| ---------- | ---------- | -------------------------------------------- | --------- | ------- |
| Avant 1876 | Après 1887 | Marquis de Cabot la Fare Charles Joseph René |           |         |
| 1983       | 1989       | Marlène Lapierre                             |           |         |
| 1989       | 2008       | Philippe Agut                                |           |         |
| 2008       | 2016       | Christian Bataille                           |           | Maire   |

## Démographie
L'évolution du nombre d'habitants est connue à travers les recensements de la population effectués dans la commune depuis 1793. À partir du 1er janvier 2009, les populations légales des communes sont publiées annuellement dans le cadre d'un recensement qui repose désormais sur une collecte d'information annuelle, concernant successivement tous les territoires communaux au cours d'une période de cinq ans. 
Pour les communes de moins de 10 000 habitants, une enquête de recensement portant sur toute la population est réalisée tous les cinq ans, les populations légales des années intermédiaires étant quant à elles estimées par interpolation ou extrapolation. Pour la commune, le premier recensement exhaustif entrant dans le cadre du nouveau dispositif a été réalisé en 2004,.
En 2013, la commune comptait 278 habitants, en évolution de −7,02 % par rapport à 2008 (Lozère : −1,04 %, France hors Mayotte : +2,49 %).
| 1793 | 1800 | 1806 | 1821 | 1831 | 1836 | 1841 | 1846 | 1851 |
| ---- | ---- | ---- | ---- | ---- | ---- | ---- | ---- | ---- |
| 511  | 507  | 609  | 446  | 525  | 546  | 533  | 518  | 557  |

| 1856 | 1861 | 1866 | 1872 | 1876 | 1881 | 1886 | 1891 | 1896 |
| ---- | ---- | ---- | ---- | ---- | ---- | ---- | ---- | ---- |
| 522  | 549  | 533  | 522  | 535  | 524  | 512  | 509  | 505  |

| 1901 | 1906 | 1911 | 1921 | 1926 | 1931 | 1936 | 1946 | 1954 |
| ---- | ---- | ---- | ---- | ---- | ---- | ---- | ---- | ---- |
| 410  | 388  | 365  | 272  | 290  | 281  | 261  | 250  | 223  |

| 1962 | 1968 | 1975 | 1982 | 1990 | 1999 | 2004 | 2009 | 2013 |
| ---- | ---- | ---- | ---- | ---- | ---- | ---- | ---- | ---- |
| 209  | 168  | 156  | 177  | 194  | 299  | 312  | 291  | 278  |

## Lieux et monuments

### Bâtiments et lieux publics remarquables

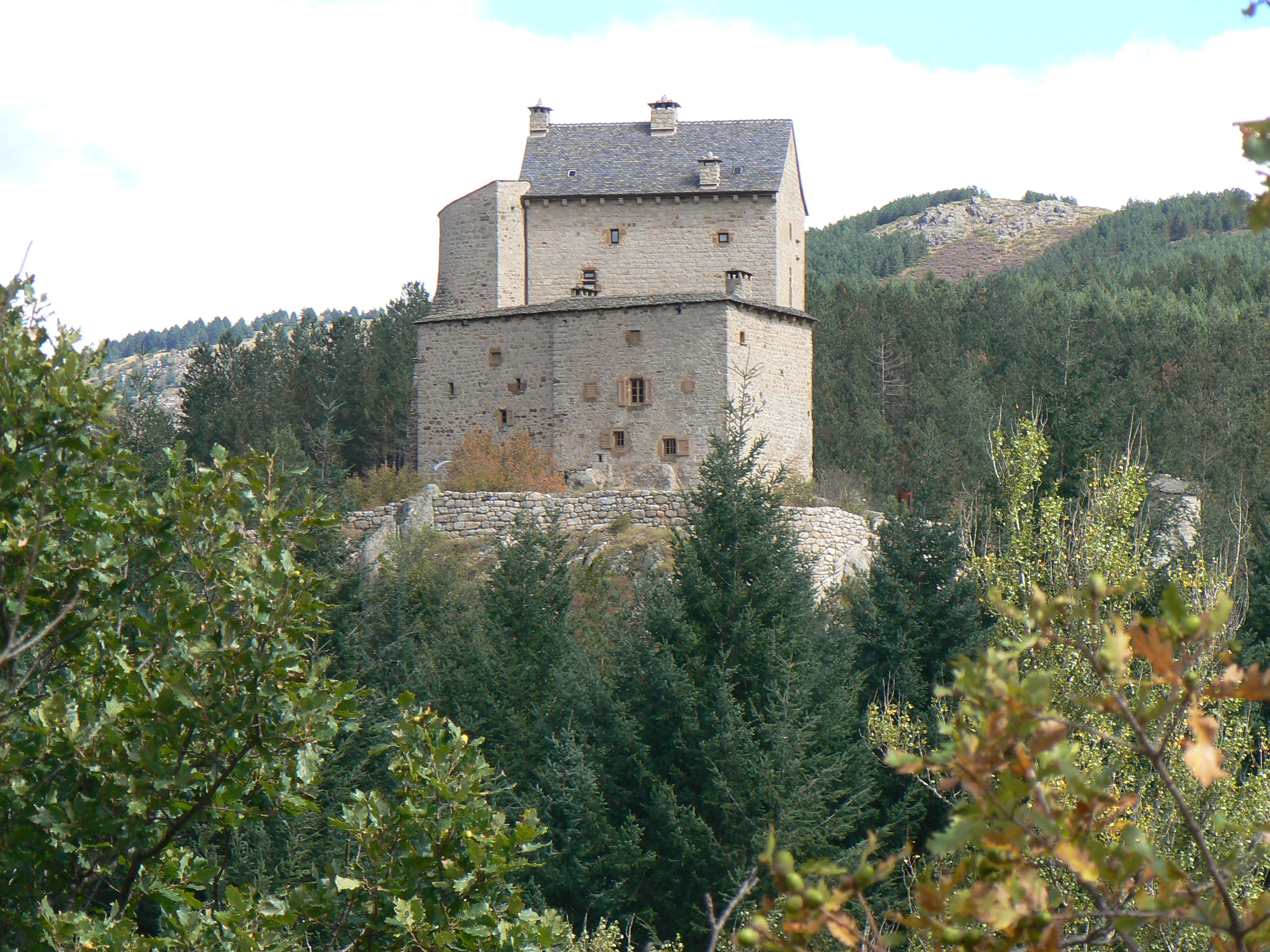
Le château de Miral.

- Le château de Miral (XIVe siècle), monument historique depuis 1984.
- Le château d'Arigès
- Château d'Issenges
- Menhirs de la Can d'Issenges

### Bâtiments religieux
- la collégiale de Bédouès, église fortifiée que le pape Urbain V (originaire de Grizac, situé sur la commune de Bédouès) fait construire en 1363 afin d'accueillir le tombeau de ses parents.
- la chapelle Saint-Saturnin, ancienne église paroissiale qui recèle des peintures murales.